# Neue Synagoge (Gliwice)
Koordinaten: 50° 17′ 43,7″ N, 18° 39′ 59,6″ O

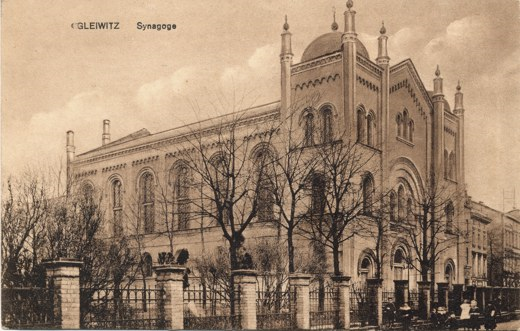
Ansichtskarte mit der Synagoge in Gliwice (um 1920)

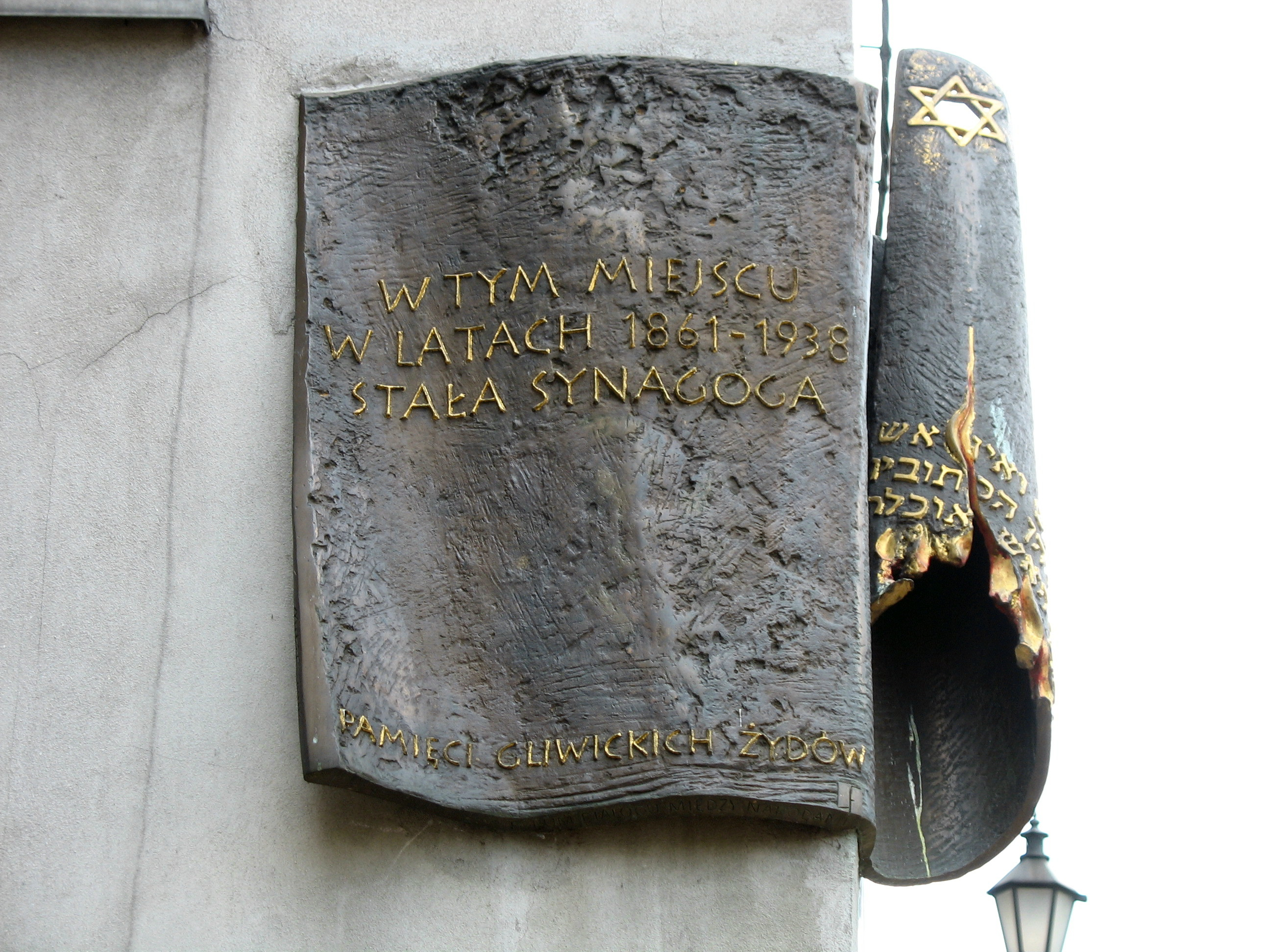
Gedenktafel

Die Neue Synagoge in Gleiwitz existierte von 1859 bis 1938. Sie stand an der Niederwallstraße 15, die Hauptfassade mit dem Eingang war jedoch zur Kirchstraße und dem Wilhelmsplatz gerichtet.
Die Synagoge wurde zwischen 1859 und 1861 für die reformierte jüdische Gemeinde von Gleiwitz erbaut, als die seit 1812 genutzte Alte Synagoge zu klein für die blühende Gemeinde geworden war. Die Fassaden wurden im neoromanisch-maurischen Stil gestaltet nach Plänen der Architekten Salomon Lubowski und Louis Troplowitz (Vater von Oscar Troplowitz), die dabei von Albrecht Rosengartens Kasseler Hauptsynagoge und der Veröffentlichung seiner Ansichten und Pläne in der Wiener Allgemeinen Bauzeitung beeinflusst waren. An den beiden Seiten der Vorderfront befanden sich zwei Türme.
Während der Novemberpogrome vom 9. auf den 10. November 1938 wurde die Synagoge angezündet. Am 10. November wurde sie gesprengt.
Heute erinnern zwei Gedenktafeln an die Synagoge und ihre Zerstörung.